# Calcioferrita
La calcioferrita és un mineral de la classe dels fosfats que pertany i dona nom tant al grup com al subgrup de la calcioferrita. Va ser descoberta l'any 1858 a Battenberg, Grünstadt-Land, Palatinat, Alemanya. Rep el seu nom de la seva composició química, de calci i ferro.

## Característiques

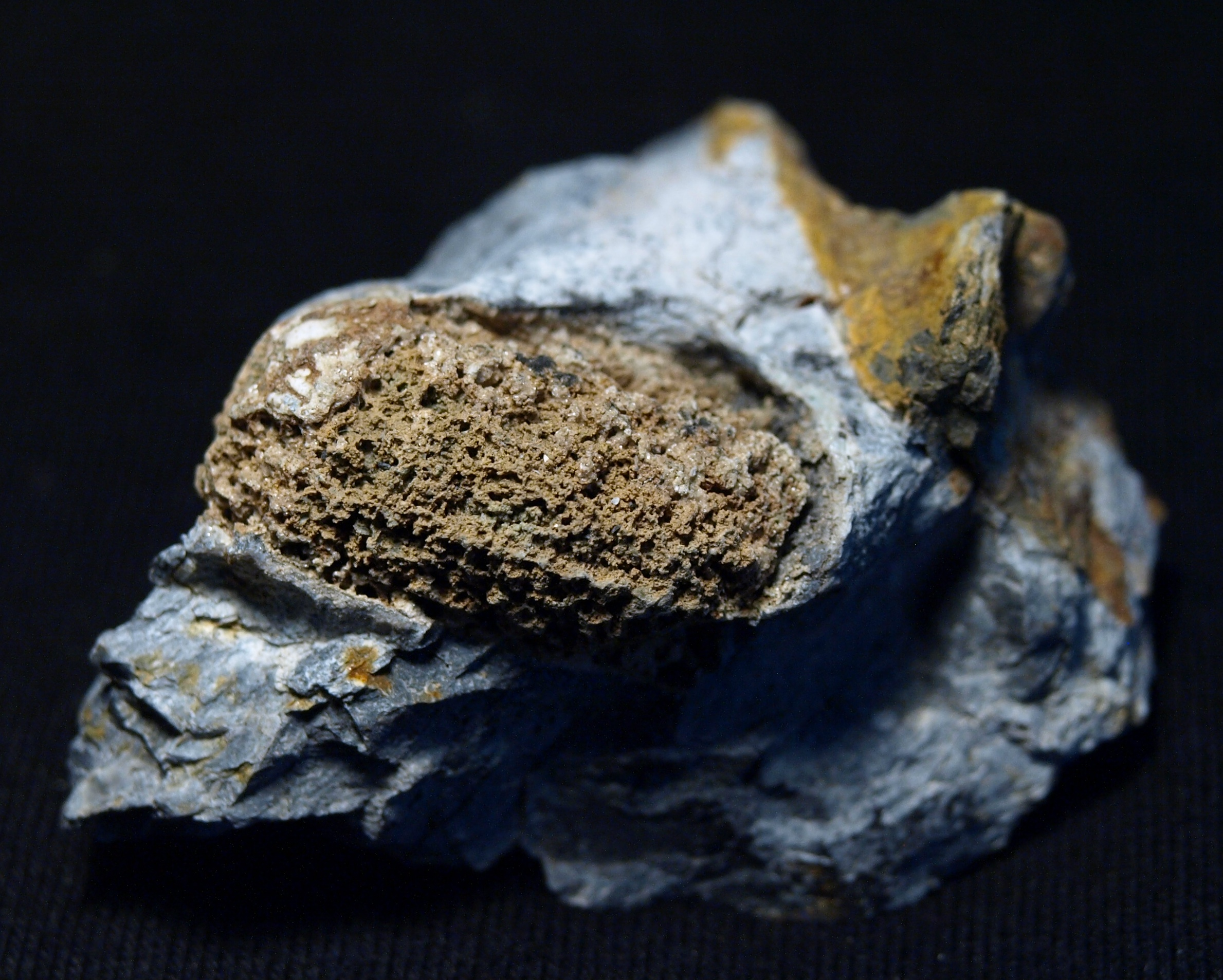
Calcioferrita reniforme del Turó de Montcada (Montcada i Reixac, Barcelona)

La calcioferrita és un fosfat de calci i ferro amb fórmula Ca₄MgFe³⁺₄(PO₄)₆(OH)₄(H₂O)₁₂, on part del ferro pot ser substituït per alumini. Cristal·litza en el sistema monoclínic formant cristalls aplanats en [010] o agrupacions de cristalls radials. També s'hi pot trobar de manera foliada, nodular, reniforme o massiva. La seva duresa a l'escala de Mohs és de 2,5.
Segons la classificació de Nickel-Strunz, la calcioferrita pertany a «08.DH: Fosfats amb cations de mida mitjana i gran, (OH, etc.):RO₄ < 1:1» juntament amb els següents minerals: minyulita, leucofosfita, spheniscidita, tinsleyita, jahnsita-(CaMnFe), jahnsita-(CaMnMg), jahnsita-(CaMnMn), keckita, rittmannita, whiteita-(CaFeMg), whiteita-(CaMnMg), whiteita-(MnFeMg), jahnsita-(MnMnMn), kaluginita, jahnsita-(CaFeFe), jahnsita-(NaFeMg), jahnsita-(NaMnMg), jahnsita-(CaMgMg), manganosegelerita, overita, segelerita, wilhelmvierlingita, juonniita, kingsmountita, montgomeryita, zodacita, arseniosiderita, kolfanita, mitridatita, pararobertsita, robertsita, sailaufita, mantienneita, paulkerrita, benyacarita, xantoxenita, mahnertita, andyrobertsita, calcioandyrobertsita, englishita i bouazzerita.

## Formació i jaciments
És un mineral que es troba en forma de nòduls o d'altres maneres en argiles fosfatades. Sol trobar-se associada a altres minerals com: apatita, cacoxenita, jarosita, montgomeryita, pirita o tinticita. A més a més d'a la seva localitat tipus, també se n'ha trobat a Angaston (Austràlia), Hagendorf (Baviera, Alemanya), Villaputzu (Sardenya, Itàlia), a Kings Mountain (Carolina del Nord, Estats Units), i a tres localitats catalanes: Bruguers (Gavà, Baix Llobregat), Santa Creu d'Olorda (Sant Feliu de Llobregat, Baix Llobregat) i al Turó de Montcada (Montcada i Reixac, Vallès Occidental).